# Christopher Newport University
La Christopher Newport University è un'università della Virginia, a Newport News, negli Stati Uniti d'America.
Conosciuto per l'allora studente Randall Munroe che ha creato il webcomic xkcd.